# Axel Björnström
Axel Björnström, né le 10 septembre 1995 à Danderyd en Suède, est un footballeur suédois qui évolue au poste d'arrière gauche à l'IFK Värnamo.

## Biographie

### En club
Né à Danderyd en Suède, Axel Björnström est formé par le Vasalunds IF, où il commence sa carrière professionnelle. Le club évolue alors en troisième division suédoise. Il joue son premier match le 12 avril 2015, lors d'une rencontre de championnat face au Dalkurd FF. Son équipe s'incline lourdement par trois buts à zéro ce jour-là.

### IK Sirius
Le 15 décembre 2017, est annoncé le transfert d'Axel Björnström à l'IK Sirius, où il s'engage pour un contrat courant jusqu'en 2021. C'est avec ce club qu'il découvre l'Allsvenskan, l'élite du football suédois, jouant son premier match le 14 avril 2018 face à l'IF Elfsborg. Il entre en jeu lors de cette rencontre remportée par son équipe (0-1).
Le 2 novembre 2019, lors de la dernière journée de la saison 2019, Björnström inscrit son premier but en faveur de l'IK Sirius contre le Kalmar FF. Il délivre également une passe décisive pour Mohammed Saeid, participant ainsi à la victoire de son équipe par trois buts à zéro.
Lors de la saison 2020, il inscrit cinq buts en championnat.

### Arsenal Toula
Le 6 juillet 2021, Axel Björnström rejoint la Russie en s'engageant avec l'Arsenal Toula.

### AIK Solna
Le 9 mars 2022, Axel Björnström fait son retour en Suède en s'engageant librement en faveur de l'AIK Solna. Il signe un contrat courant jusqu'en décembre 2024,.